# Diócesis de Corpus Christi
La diócesis de Corpus Christi (en latín: Dioecesis Corporis Christi y en inglés: Roman Catholic Diocese of Corpus Christi) es una circunscripción eclesiástica de la Iglesia católica en Estados Unidos. Se trata de una diócesis latina, sufragánea de la arquidiócesis de Galveston-Houston. Desde el 18 de enero de 2010 su obispo es William Michael Mulvey.

## Territorio y organización
La diócesis tiene 29 277 km² y extiende su jurisdicción sobre los fieles católicos de rito latino residentes en el estado de Texas en los 11 condados de: Aransas, Bee, Brooks, Duval, Jim Wells, Kenedy, Kleberg, Live Oak, Nueces, Refugio y San Patricio. Comprende además una parte del condado de McMullen.
La sede de la diócesis se encuentra en la ciudad de Corpus Christi, en donde se halla la Catedral de Corpus Christi.
En 2021 en la diócesis existían 69 parroquias.

## Historia
El vicariato apostólico de Brownsville fue erigido el 18 de septiembre de 1874 con el breve Cum venerabilis frater del papa Pío IX, obteniendo el territorio de la diócesis de Galveston (hoy arquidiócesis de Galveston-Houston).
El 23 de marzo de 1912 el vicariato apostólico fue elevado a diócesis y asumió su nombre actual. Originalmente sufragánea de la arquidiócesis de Nueva Orleans, el 3 de agosto de 1926 pasó a formar parte de la provincia eclesiástica de la arquidiócesis de San Antonio.
A fines de la década de 1910 la diócesis vivió un momento convulso, en el que acogió a muchos católicos que huían de la persecución en México (Guerra Cristera). En una virulenta epidemia de gripe el obispo Nussbaum perdió a sus colaboradores más cercanos y se vio obligado a renunciar.
Se produjo una gran expansión de las estructuras diocesanas con su sucesor, el obispo Ledvina, quien erigió más de cincuenta nuevas iglesias, incluida la actual catedral. Su obra fue completada por el obispo Garriga, que concentró sus esfuerzos en la educación católica.
El 10 de julio de 1965 cedió una porción de su territorio para la erección de la diócesis de Brownsville mediante la bula Ex quo tempore del papa Pablo VI.
El 13 de abril de 1982 cedió una porción de su territorio para la erección de la diócesis de Victoria en Texas mediante la bula Libenter quidem del papa Juan Pablo II.
El 3 de julio de 2000 cedió otra porción de su territorio para la erección de la diócesis de Laredo mediante la bula Solliciti de maiore del papa Juan Pablo II.
Durante el episcopado del obispo Drury la diócesis implementó las reformas previstas por el Concilio Vaticano II, en particular en lo que respecta a la participación de los laicos en la vida eclesial. Se fortaleció la curia diocesana, pasando de 2 sectores a 32. También data de este período el establecimiento del diaconado permanente, así como la fundación de una radio y un periódico diocesano.
El 29 de diciembre de 2004 pasó a formar parte de la provincia eclesiástica de la arquidiócesis de Galveston-Houston.

## Estadísticas
De acuerdo al Anuario Pontificio 2022 la diócesis tenía a fines de 2021 un total de 362 930 fieles bautizados.
| Año                                                                             | Población            | Población | Población      | Sacerdotes | Sacerdotes    | Sacerdotes    | Bautizados por sacerdote | Diáconos permanentes | Religiosos | Religiosos | Parroquias |
| Año                                                                             | Bautizados católicos | Total     | % de católicos | Total      | Clero secular | Clero regular | Bautizados por sacerdote | Diáconos permanentes | Varones    | Mujeres    | Parroquias |
| ------------------------------------------------------------------------------- | -------------------- | --------- | -------------- | ---------- | ------------- | ------------- | ------------------------ | -------------------- | ---------- | ---------- | ---------- |
| 1950                                                                            | 454 000              | 646 154   | 70.3           | 147        | 58            | 89            | 3088                     |                      | 40         | 413        | 72         |
| 1966                                                                            | 185 187              | 483 577   | 38.3           | 151        | 68            | 83            | 1226                     |                      | 182        | 473        | 61         |
| 1970                                                                            | ?                    | 423 211   | ?              | 52         | 26            | 26            | ?                        |                      | 40         | 62         | 37         |
| 1976                                                                            | 200 733              | 527 000   | 38.1           | 148        | 67            | 81            | 1356                     | 2                    | 96         | 373        | 72         |
| 1980                                                                            | 166 000              | 552 000   | 30.1           | 158        | 80            | 78            | 1050                     | 14                   | 97         | 226        | 76         |
| 1990                                                                            | 345 240              | 683 560   | 50.5           | 155        | 91            | 64            | 2227                     | 44                   | 82         | 300        | 83         |
| 1999                                                                            | 363 000              | 863 242   | 42.1           | 165        | 105           | 60            | 2200                     | 74                   | 36         | 273        | 84         |
| 2000                                                                            | 250 770              | 555 834   | 45.1           | 129        | 86            | 43            | 1943                     | 33                   | 79         | 190        | 66         |
| 2001                                                                            | 250 000              | 548 198   | 45.6           | 142        | 95            | 47            | 1760                     | 63                   | 79         | 193        | 66         |
| 2002                                                                            | 250 000              | 547 196   | 45.7           | 137        | 94            | 43            | 1824                     | 62                   | 77         | 188        | 65         |
| 2003                                                                            | 328 447              | 547 411   | 60.0           | 141        | 98            | 43            | 2329                     | 64                   | 58         | 174        | 65         |
| 2004                                                                            | 384 308              | 549 012   | 70.0           | 144        | 103           | 41            | 2668                     | 67                   | 64         | 161        | 67         |
| 2006                                                                            | 388 878              | 555 540   | 70.0           | 146        | 114           | 32            | 2663                     | 65                   | 37         | 114        | 68         |
| 2013                                                                            | 397 500              | 572 000   | 69.5           | 143        | 116           | 27            | 2779                     | 100                  | 35         | 162        | 69         |
| 2016                                                                            | 409 705              | 589 504   | 69.5           | 133        | 106           | 27            | 3080                     | 97                   | 32         | 147        | 69         |
| 2019                                                                            | 354 946              | 581 879   | 61.0           | 131        | 101           | 30            | 2709                     | 100                  | 32         | 149        | 69         |
| 2021                                                                            | 362 930              | 594 976   | 61.0           | 124        | 95            | 29            | 2926                     | 105                  | 31         | 136        | 69         |
| Fuente: Catholic-Hierarchy, que a su vez toma los datos del Anuario Pontificio. |                      |           |                |            |               |               |                          |                      |            |            |            |

## Episcopologio
- Dominic Manucy † (7 de septiembre de 1874-18 de enero de 1884 nombrado obispo de Mobile)
- Dominic Manucy † (7 de febrero de 1885-4 de diciembre de 1885 falleció)
  - Sede vacante (1885-1890)
- Peter Verdaguer y Prat † (25 de julio de 1890-26 de octubre de 1911 falleció)
- Henry John Paul Joseph Nussbaum, C.P. † (4 de abril de 1913-26 de marzo de 1920 renunció[nota 1])
- Emmanuel Boleslaus Ledvina † (30 de abril de 1921-15 de marzo de 1949 renunció[nota 2])
- Mariano Simon Garriga † (15 de marzo de 1949 por sucesión-21 de febrero de 1965 falleció)
- Thomas Joseph Drury † (19 de julio de 1965-19 de mayo de 1983 retirado)
- René Henry Gracida (19 de mayo de 1983-1 de abril de 1997 renunció)
- Roberto Octavio González Nieves, O.F.M. (1 de abril de 1997 por sucesión-26 de marzo de 1999 nombrado arzobispo de San Juan)
- Edmond Carmody (3 de febrero de 2000-18 de enero de 2010 retirado)
- William Michael Mulvey, desde el 18 de enero de 2010